# オレウデ・ホセ・リベイロ
カピトン (Capitão) こと、オレウデ・ホセ・リベイロ（Oleude José Ribeiro、1966年9月19日 - ）は、ブラジル・ミナスジェライス州コンセリェイロ・ペナ出身のプロサッカー選手。ポジションはミッドフィールダーだが、ディフェンダーを務めることもあった。

## 経歴
1994年の1年間、ヴェルディ川崎に所属。リーグ戦18試合、天皇杯1試合に出場した。得点はなし。
Jリーグには「外国籍選手の登録は3名以内」という規定があり、当時のチームはベンチーニョ、ビスマルク、ペレイラの3人を出場させることが多く、出番は少なかった。
しかし、NICOSシリーズ後半からベンチーニョに代わり出場機会が増えた。サンフレッチェ広島とのJリーグチャンピオンシップでは本領を発揮し、加藤久やペレイラらとの"100歳最終ライン"による献身的な守備でチームの優勝に貢献。特に、広島の中心選手だったハシェックを徹底的にマークして得点を許さなかったため、「陰のMVP」と評価する声もあった。
派手さはないものの、ポジショニングのうまさは評価が高かった。

## 所属クラブ
- 1986年 - 1988年  カスカヴェルEC（ポルトガル語版）
- 1988年 - 1993年  アソシアソン・ポルトゥゲーザ・ジ・デスポルトス
- 1994年  ヴェルディ川崎
- 1995年 - 1997年  アソシアソン・ポルトゥゲーザ・ジ・デスポルトス
- 1998年  サンパウロFC
- 1999年  グレミオFBPA
- 2000年  グアラニFC
- 2000年  AAポルトゥゲーザ (サンパウロ州)
- 2001年  ボタフォゴFC (サンパウロ州)
- 2002年  スポルチ・レシフェ
- 2002年 - 2004年  アソシアソン・ポルトゥゲーザ・ジ・デスポルトス

## 個人成績
| 国内大会個人成績 | 国内大会個人成績 | 国内大会個人成績 | 国内大会個人成績 | 国内大会個人成績 | 国内大会個人成績 | 国内大会個人成績 | 国内大会個人成績 | 国内大会個人成績 | 国内大会個人成績 | 国内大会個人成績 | 国内大会個人成績 |
| 年度             | クラブ           | 背番号           | リーグ           | リーグ戦         | リーグ戦         | リーグ杯         | リーグ杯         | オープン杯       | オープン杯       | 期間通算         | 期間通算         |
| 年度             | クラブ           | 背番号           | リーグ           | 出場             | 得点             | 出場             | 得点             | 出場             | 得点             | 出場             | 得点             |
| 日本             | 日本             | 日本             | 日本             | リーグ戦         | リーグ戦         | リーグ杯         | リーグ杯         | 天皇杯           | 天皇杯           | 期間通算         | 期間通算         |
| ---------------- | ---------------- | ---------------- | ---------------- | ---------------- | ---------------- | ---------------- | ---------------- | ---------------- | ---------------- | ---------------- | ---------------- |
| 1994             | V川崎            | -                | J                | 18               | 0                | 0                | 0                | 1                | 0                | 19               | 0                |
| 通算             | 日本             | 日本             | J                | 18               | 0                | 0                | 0                | 1                | 0                | 19               | 0                |
| 総通算           | 総通算           | 総通算           | 総通算           | 18               | 0                | 0                | 0                | 1                | 0                | 19               | 0                |

その他の公式戦
- 1994年
  - Jリーグチャンピオンシップ 2試合0得点

## タイトル
ヴェルディ川崎
- Jリーグ : 1994

サンパウロFC
- カンピオナート・パウリスタ : 1998

グレミオFBPA
- コパ・スル＝ミナス : 1999
- カンピオナート・ガウショ : 1999

## その他
顔が「くしゃおじさん」に似ているという声もあった。